# فانويكسدروب
فانويكسدروب (بالإنجليزية: Vanwyksdorp)‏ هي بلدة تقع في جنوب أفريقيا في Kannaland Local Municipality.